# Reita Joemratie
Reita Joemratie, ook geschreven als Joemrati, is een Surinaams bestuurskundige, bestuurder en diplomaat. Ze was rond 2011 assistent-districtscommissaris van Wanica, sinds 2014 lid van het OKB en daarnaast docent bestuurskunde op de AdeKUS. Ze was van 2022 tot circa 2024 ambassadeur in Marokko.

## Biografie
Reita Joemratie slaagde in augustus 2009 voor haar graad als doctorandus (vergelijkbaar met master) in bestuurskunde aan de Anton de Kom Universiteit van Suriname. Ze studeerde af op de scriptie, getiteld Handhaving door de districtscommissaris in het district Wanica. Tot 2022 was ze docent bestuurskunde op dezelfde universiteit. Rond 2011 was ze assistent-districtscommissaris van Wanica. Daarnaast is ze sinds 2014 lid van het Onafhankelijk Kiesbureau (OKB). Ze is in deze functie aangebleven na de de verkiezingen van 2020.
Op 17 oktober 2022 werd ze door president Chan Santokhi beëdigd tot de nieuwe ambassadeur in Marokko, in een ceremonie samen met Erick Moertabat die ambassadeur in Indonesië werd. Joemratie werd hiermee de eerste ambassadeur van haar land voor Marokko. In februari 2024 werd ze opgevolgd door Sherif Abdoelrahman.